# Waldemar Bacik
Waldemar Bacik (* 9. Februar 1947 in Erlangen) ist ein ehemaliger deutscher Motorrad-Bahnrennfahrer.

## Karriere
Waldemar Bacik gewann 1973 den dritten Platz bei der Deutschen Langbahnmeisterschaft in Lüdinghausen. In der Speedway-Bundesliga fuhr er im Jahr 1974 für den MSC "Ipf" Bopfingen und wurde Vierter in der deutschen Langbahnmeisterschaft.
Von 1976 bis 1980 startete er für den AC Landshut und wurde mit dem Team in den Jahren 1977 bis 1979 drei Mal in Folge Deutscher Speedway-Mannschaftsmeister. Er gehörte von 1978 bis 1981 zum deutschen Speedway-Nationalteam.
1981 und 1982 ging er für den MSC Hansa Bremen an den Start. 1984 fuhr er noch eine Saison für den MSC Neustadt/Donau, bevor er seine Motorsportkarriere beendete.